# Euonymus benguetensis
Euonymus benguetensis är en benvedsväxtart som beskrevs av Merrill. Euonymus benguetensis ingår i släktet Euonymus och familjen Celastraceae. Inga underarter finns listade.